# Baquedano (Navarra)
Baquedano  (Bakedao en euskera y cooficialmente) es una localidad española y un concejo de la Comunidad Foral de Navarra perteneciente al municipio de Améscoa Baja. 
Está situado en la Merindad de Estella, en la comarca de Estella Oriental, en el valle de Las Améscoas y a 63 km de la capital de la comunidad, Pamplona. Su población en 2017 fue de 154 habitantes (INE), su superficie es de 5,25 km² y su densidad de población es de 29,33 hab/km².

## Geografía física

### Situación
La localidad de Baquedano está situada en las inmediaciones del nacimiento del río Urederra y en la parte central del municipio de Améscoa Baja a una altitud de 654 m s. n. m. Su término concejil tiene una superficie de 5,25 km² y limita con la sierra de Urbasa por todos sus lados menos por el Sur donde limita con Gollano y Zudaire.

## Demografía

### Evolución de la población
| Gráfica de evolución demográfica de Baquedano entre 2000 y 2010 |
|                                                                 |
| Datos según el nomenclátor publicado por el INE.                |